# 清塚信也
清塚 信也（きよづか しんや、1982年〈昭和57年〉11月13日 - ）は、日本のピアニスト・作曲家・編曲家・俳優。東京都出身。トライストーン・エンタテイメント所属、所属レーベルはユニバーサルミュージック。妻は女優・タレントの乙黒えり。

## 経歴
日本人の父、韓国人の母をもつ。1996年の調布市立第四中学校2年生在学時に「第50回全日本学生音楽コンクール」中学生ピアノ部門で入賞している。1998年に東京交響楽団との共演でデビュー。同年3月に行われた第3回浜松国際ピアノアカデミー「アカデミー国際ピアノコンクール」では第1位を獲得している。
2000年、第1回ショパン国際コンクールin ASIAで1位となる。2001年に桐朋学園大学付属ソリストディプロマコースに入学し、ロシアのモスクワ音楽院に留学もしている。2004年に日本イタリア協会第1回イタリアピアノコンコルソボローニャ部門でボローニャ大賞に次ぐ金賞受賞者の一人となる。2005年に日本ショパン協会主催ショパンピアノコンクール第1位、2006年にはザイラー国際ピアノコンクールで第3位を獲得している。2007年公開の映画『神童』で、ワオ（演：松山ケンイチ）のピアノ演奏シーンの吹き替え担当する。同年12月にワーナーミュージック・ジャパンから3枚目のアルバムで自身初のクラシックアルバム「熱情」を発売した。
2010年のNHK大河ドラマ龍馬伝では、第2部から龍馬伝紀行のBGMとして龍馬伝の主題曲をピアノで演奏。2012年に女優の乙黒えりと結婚し、6月4日に妻の第1子妊娠を発表、11月24日に長女が誕生した。2014年11月8日には妻の第2子妊娠を発表し、2015年4月16日に次女が誕生した。2013年に公開の映画『さよならドビュッシー』の岬洋介役で俳優デビュー。2019年8月16日に、日本人男性クラシックピアニストとしては初の日本武道館公演を開催した。

## 人物
両親が音楽好きで、特にクラシック音楽は家の中でよく流れていた。母は小さい頃ピアノやヴァイオリンをやってみたかったが祖母がそれには否定的で、自分の子供には学ばせようと、姉にヴァイオリン、清塚にピアノを習わせた。清塚は5歳でピアノを始め、2歳上の姉が桐朋学園の「子供のための音楽教室」へ通うことになり、まだ小さかった清塚は留守番ができないため連れられて行き、姉を見ていた。そのうちに音楽感覚が養われ、レッスンや練習は嫌いながら7歳から通うことになる。
将来は野球選手になることを夢見て運動していた。小学6年生からプロのピアニストになることを考えたが、中学生になってから受けたコンクールで予選落ちし今までの頑張りがすべて無駄になり、このままでは負け犬になってしまうと思い、毎日半日ほどを練習に費やすようになった。1年後の1996年第50回全日本学生音楽コンクール全国大会中学校の部で1位となる。
大学は高校からなじみのある人がいる桐朋学園大学へ進んだが、自分が正しいと思ったことが周りに受け入れられず自分がピアノマシーンのようになっていると気付いた。入学して日が浅いながら自分を知る者がだれもいない世界へ行こうとモスクワ音楽院へ留学し、セルゲイ・ドレンスキーに師事。周りにはデニス・マツーエフやニコライ・ルガンスキーらがいる中で演奏をしてミスをすると失笑が漏れる環境に鍛えられたが、何もすることがない自由時間が一番辛く、映画鑑賞や飲酒をしたり、ときには放浪の旅に出たりしながら2年間過ごし、何も得られず帰国した。
帰国してからは家族以外に話し相手がいなかった。ピアノさえも嫌いになっていたが、以前の伝でコンサートの依頼はあった。思い立ち、今まで世話になった人々に挨拶に行き人脈を築いていった。
クラシックのコンサートとしては異例といえる長尺のMCタイムをとるほどの喋り好きであり、松本人志などお笑い芸人をリスペクトしていると公言する。そのためバラエティ番組の出演も多く、毎日放送主催の「歌ネタ王決定戦」では審査員を務めている。
幼少期に埼玉県所沢市に住んでいた時期があり、埼玉西武ライオンズの大ファンである。その縁で、埼玉西武ライオンズのビクトリーエンブレム「WE ARE ONE」のテーマ曲を制作している。
あだ名はきよりん。

## ディスコグラフィ

### アルバム
- Romantic crime -the other side of classic music-（2007年2月7日発売 コナミデジタルエンタテインメント）
- Qualia（2007年3月21日発売 コナミデジタルエンタテインメント）
- 熱情～Appassionata～（2007年12月5日発売）
- 清塚信也 plays 天国はまだ遠く ［composed by 渡辺俊幸］（2008年10月29日発売）
- ラプソディ・イン・ブルー（2009年9月9日発売）
- Autumn Special Night 2010 @ Ginza YAMAHA HALL（2010年2月14日発売） -Super Trio 3℃（石田泰尚（Vn）、金子鈴太郎（Vc）、清塚信也（Pf））
- 夜ノショパン（2010年9月8日発売）
- ぐっすり眠れるピアノ（2012年5月16日発売）
- Charge Up （チャージ・アップ）（2012年7月25日発売）
- THE LIVE（2014年2月日発売）
- KIYOZUKA☆LAND －キヨヅカ☆ランド－（2014年9月3日発売）
- あなたのためのサウンドトラック（2015年11月4日発売）
- KIYOZUKA（2016年12月7日発売）
- For Tomorrow（2017年10月18日発売）
- connect（2018年12月12日発売）
- SEEDING（2019年7月17日発売）

### 参加作品
- 「のだめオーケストラ」LIVE！（2006年11月15日発売）
- フィギュア・スケート ミュージック・セレクション 06-08（2008年3月5日発売）
- Happy Running! / ハッピー・ランニング！（2008年9月24日発売）
- フィギュア・スケート ミュージック・セレクション 08-09（2008年12月10日発売）
- 映画「神童」オリジナル・サウンドトラック（2010年5月26日発売）
- NHK大河ドラマ オリジナル・サウンドトラック 龍馬伝 Vol.2（2010年5月26日発売）
- 帝国ホテルのクラシック（2010年10月27日発売）
- 中島美嘉「STAR」（2010年10月27日）
- オリジナル・サウンドトラック TBS系 金曜ドラマ「コウノドリ」The Best Tracks（2017年12月20日発売）

## 作品

### 映画（作品）
- うつし世の静寂に（2010年） - 音楽監督[20]
- ポプラの秋（2015年） - 音楽[21][注 1]
- 恋（2014年） - 音楽[22]
- 新宿スワンII（2017年） - 音楽[23][注 2]
- 未来へのかたち（2021年） - 音楽[24]
- Broken Rage（2024年）- 音楽

### テレビドラマ（作品）
- 上野樹里と5つの鞄「ある朝、ひなたは突然」（2009年、WOWOW） - 挿入歌（「調子のいい鍛冶屋」「オンブラ・マイ・フ」〈作曲：G・フリードリヒ・ヘンデル〉）演奏
- 龍馬伝紀行（2010年、NHK） - ピアノ演奏（SEASON2）
- 遠い約束〜星になったこどもたち〜（2014年、TBS） - 音楽
- コウノドリシリーズ（TBS） - ピアノテーマ・監修・音楽[注 3][注 1]
  - コウノドリ（2015年）
  - コウノドリ（2017年）
- ココア（2019年、フジテレビ） - メインテーマ
- 路〜台湾エクスプレス〜（2020年、NHK総合） - 音楽・主題歌[25]

### 配信ドラマ（作品）
- わたしが死んでも世界は動く（2008年、au oneビデオ） - 音楽[注 1]
- 代償（2016年、Hulu） - エンディングテーマ（「代償」）、劇中曲（「正義」）

### 舞台（作品）

#### ストレートプレイ
- シラノ・ド・ベルジュラック（2018年） - 音楽・演奏[26][注 1]

#### ミュージカル
- ミュージカル ゴヤ －GOYA－（2021年） - 作曲・音楽監督[27][28]

### その他（作品）
- 埼玉西武ライオンズ ビクトリーエンブレム「WE ARE ONE」テーマ曲（2021年）[19]

### 編曲
- 中島美嘉「SONG FOR A WISH」（2010年） - 編曲・演奏
- 岡本知高『春なのに〜想歌』（2016年） - ピアノ・編曲
- Uru「あなたがここにいて抱きしめることができるなら」（2017年） - 編曲・演奏
- 大黒摩季「THE ROSE」（2017年） - 編曲・演奏

## メディア出演

### テレビ番組
- 関ジャム 完全燃SHOW（2016年3月27日 - 、テレビ朝日） - 不定期出演[注 4]
- 清塚信也のガチンコ3B junior（2016年4月 - 2017年10月、CSフジ）
- 清塚信也のガチンコスターダストプラネット（2017年11月 - 2018年3月、CSフジ）
- ワイドナショー（2018年4月 - 、フジテレビ） - 不定期出演
- + music（2019年4月6日 - 2021年3月23日、毎日放送） - 第2代男性MC[29]
- ダウンタウンなう（2019年4月19日、フジテレビ）
- クラシックTV（2019年8月21日 - 、NHK Eテレ） - MC[30][注 5]
- FNS歌謡祭 夏（フジテレビ）
  - 2020 FNS歌謡祭 夏 （2020年8月26日）
  - 2022 FNS歌謡祭 夏 （2022年7月13日）

- 人志松本のすべらない話（2021年1月23日、フジテレビ）
- 人志松本の酒のツマミになる話（2021年2月26日、フジテレビ）
  - 酒のツマミになる話（2024年7月12日）
- FREE STUDIO（2021年4月13日 - 、MBSテレビ） - MC[31]
- キヨヅカライザー 〜音楽考察バラエティ〜（2022年4月8日 - 、テレビ朝日） - MC[32]
- FNSソフト工場「もしも人生にBGMがあったら」（2022年5月22日、仙台放送・フジテレビ系）
- 持ち寄り謎Q殿（テレビ朝日、2022年9月24日）- MC
- ぽかぽか（2023年9月22日、フジテレビ）
- 高見沢俊彦の美味しい音楽 美しいメシ（2023年12月15日、2024年4月19日、BS朝日）[33][34]

### ラジオ番組
- 清塚信也ピアノラウンジ（2011年4月 - 、TBCラジオほか）
- 清塚信也 Xタイム ラジオ（2019年10月6日 - 、TBSラジオ）[35]

### 映画
- さよならドビュッシー（2013年1月26日公開、東京テアトル） - 岬洋介 役[36]
- ポプラの秋（2015年9月19日公開、アスミック・エース・シナジー） - 関口医師 役[21]
- 罪の余白（2015年10月3日公開、ファントム・フィルム）
- WE ARE LITTLE ZOMBIES（2019年6月14日公開、日活） - 小山田大和 役

### テレビドラマ
- コウノドリ（TBSテレビ） - 滝賢太郎 役[37]
  - （2015年10月16日 - 12月18日）
  - （2017年10月13日 - 12月22日）
  - （2020年4月10日 - 24日、5月8日）[38][注 6]
- 逃げるは恥だが役に立つ 第10話（2016年12月13日、TBSテレビ） - 医師 役[39]
- 病室で念仏を唱えないでください 第8話・第9話（2020年3月6日・13日、TBSテレビ） - 川崎悠人 役[40]

### 配信ドラマ
- わたしが死んでも世界は動く（2008年9月11日配信、au oneビデオ） - 友情出演[41]

### 舞台
- シラノ・ド・ベルジュラック（2018年） - 楽士 役[26]